# Heulandita-Ba
L'heulandita-Ba és un mineral de la classe dels silicats, que pertany al grup de l'heulandita. Rep el nom en honor de Johann Heinrich "John Henry" Heuland (Beyreuth, Alemanya, 21 de març de 1778 - Hastings, Sussex, Anglaterra, 16 de novembre de 1856), un col·leccionista i comerciant de minerals que va viure a Anglaterra, i pel sufix que indica el bari dominant.

## Característiques
L'heulandita-Ba és un silicat de fórmula química (Ba,Ca,K)₅(Si27Al9)O72·22H₂O. Va ser aprovada com a espècie vàlida per l'Associació Mineralògica Internacional l'any 2003. Cristal·litza en el sistema monoclínic. La seva duresa a l'escala de Mohs és 3,5.
Segons la classificació de Nickel-Strunz, l'heulandita-Ba pertany a «09.GE - Tectosilicats amb H₂O zeolítica; cadenes de tetraedres de T10O20» juntament amb els següents minerals: clinoptilolita-Ca, clinoptilolita-K, clinoptilolita-Na, heulandita-Ca, heulandita-K, heulandita-Na, heulandita-Sr, estilbita-Ca, estilbita-Na, barrerita, stel·lerita, brewsterita-Ba i brewsterita-Sr.

## Formació i jaciments
Va ser descoberta a la prospecció Northern Ravnås, situada al camp de Vinoren Silver Mine, a Flesberg (Buskerud, Noruega). També ha estat descrita en altres punts de Noruega, Escòcia, Txèquia, el Japó i el Canadà.